# Сьверче (Опольське воєводство)
Сьверче (пол. Świercze, нім. Schönwald) — село в Польщі, у гміні Олесно Олеського повіту Опольського воєводства.
Населення — 617 осіб (2011).
У 1975-1998 роках село належало до Ченстоховського воєводства.

## Демографія
Демографічна структура станом на 31 березня 2011 року:
|          | Загалом | Допрацездатний вік | Працездатний вік | Постпрацездатний вік |
| -------- | ------- | ------------------ | ---------------- | -------------------- |
| Чоловіки | 295     | 42                 | 221              | 32                   |
| Жінки    | 322     | 48                 | 210              | 64                   |
| Разом    | 617     | 90                 | 431              | 96                   |